# Fachmittelschule und Polytechnische Schule Wien 20
Die Fachmittelschule und Polytechnische Schule Wien 20 befindet sich in der Stromstraße 44 und in der Engerthstraße 76–80A in Wien–Brigittenau. Sie ist in einem architektonisch bemerkenswerten Gebäude untergebracht.

## Geschichte
Das Schulgebäude wurde 1998 nach einem Entwurf von Wilhelm Holzbauer und Paolo Piva errichtet.

## Lage
Die Schule ist öffentlich mit der Schnellbahn und der U6 Station Handelskai erreichbar.
Die Schule befindet sich in unmittelbarer Nähe zum Millennium Tower und einigen der wichtigeren Wohnhöfen der Brigittenau: dem Winarskyhof, dem Otto-Haas-Hof und dem Engerthhof.

## Architektur
Eine souverän gegliederte Kubatur öffnet sich mit einer Rahmenwand zum Bahndamm. Die schräge Begrenzung unterbricht die rechtwinklige Anordnung der dreiseitigen, dreigeschoßigen Bebauung, die zwei Turnsäle umschließt.

## Schule
Die Fachmittelschule und Polytechnische Schule bietet nach eigenen Angaben folgende Fachbereiche an: Oberstufentraining, Handel und Büro, Informationstechnologien, Tourismus, Soziales, Gesundheit und  Schönheit, Elektrotechnik, Bau/Holz sowie Metalltechnik.
In den drei Integrationsklassen werden Schüler mit und ohne sonderpädagogischen Förderbedarf gemeinsam unterrichtet. Dabei wird in der Regel binnendifferenziert, bei Bedarf wird auch äußerlich differenziert.